# Talia (żeglarstwo)

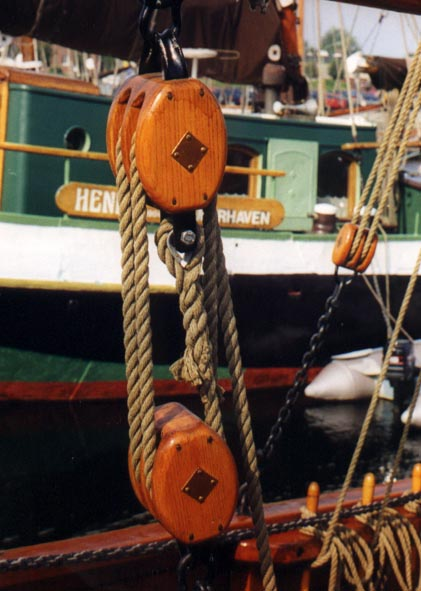
Talia na stylizowanym jachcie

Talia – w żegludze element osprzętu składający się z liny miękkiej oraz bloków, wykorzystywany do obsługi elementów wymagających użycia dużej siły, jak na przykład do zwiększania naciągu olinowania. Talie najczęściej spotyka się przy takielunku i przy drzewcach. Stosowane są też do wybierania oraz 
luzowania żagli.